# Friedrich Rolle

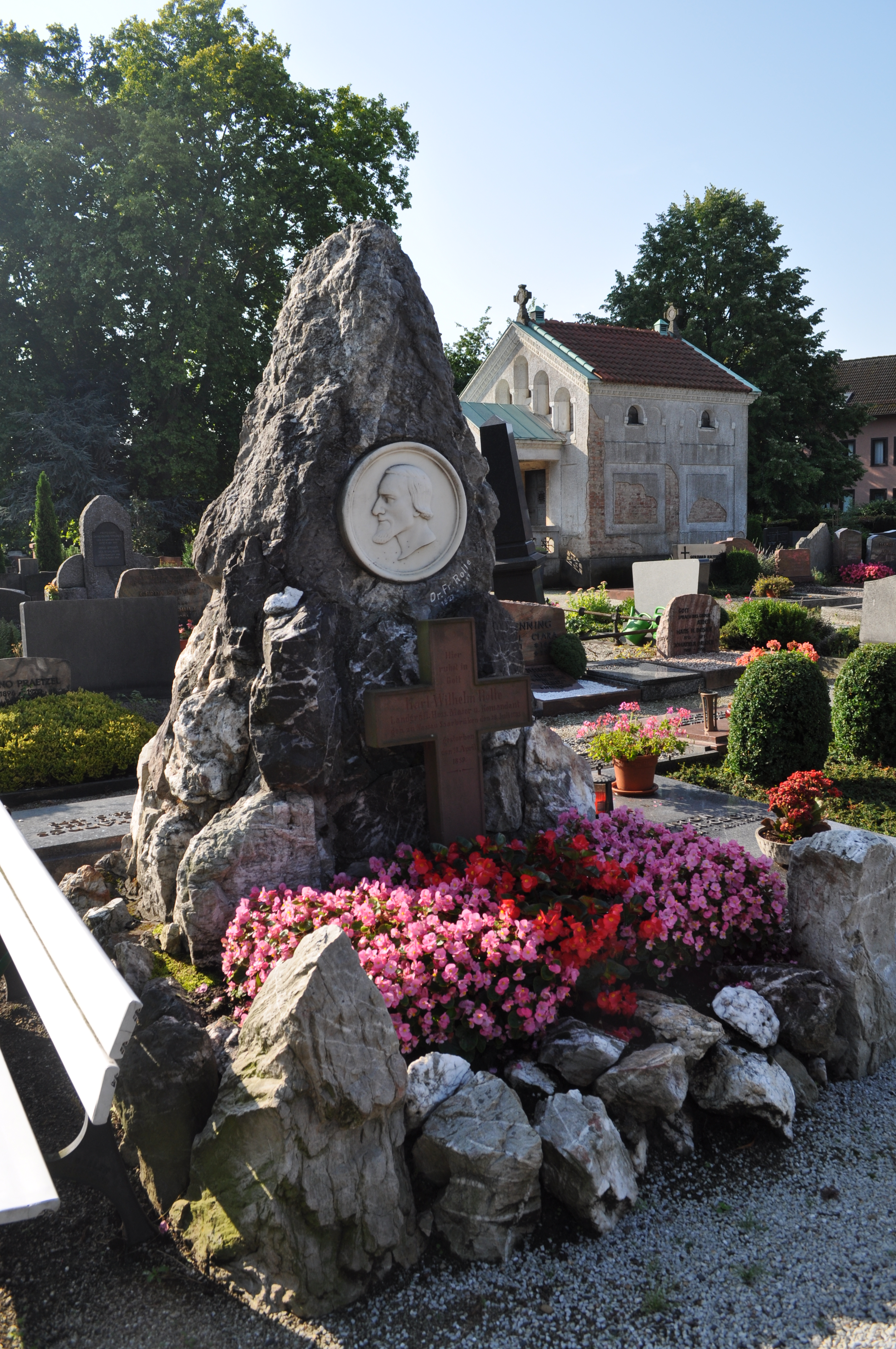
Grab von Wilhelm Rolle

Friedrich Rolle (* 16. Mai 1827 in Homburg vor der Höhe; † 11. Februar 1887 ebenda) war ein deutscher Paläontologe, Geologe und Volkskundler. Er gilt als Vorkämpfer eines neuen biologischen Denkens in Deutschland („Darwinist“).

## Leben
Rolle wurde als einziger Sohn des Majors Wilhelm Rolle und dessen Ehefrau Ulrike Christiane, geb. Weigandt, geboren. Er besuchte von 1833 bis 1837 die Volksschule in Homburg und begann bereits in dieser Zeit eine Schmetterlingssammlung aufzubauen. Es schlossen sich in der Zeit von 1837 bis 1843 der Besuch des Feltmannschen Instituts in Homburg, des Collège Royal in Straßburg und des Gymnasiums in Darmstadt an. 1843/44 besuchte er die Höhere Gewerbeschule Darmstadt und erlangte so die Berechtigung zum Universitätsstudium. In dieser Zeit legte Rolle ein Herbarium an. Es folgte 1844 eine Apothekerlehre. 1845/46 folgte ein Praktikum bei der Berg- und Hüttenverwaltung in Holzappel, bevor Rolle sich am 28. Oktober 1846 an der Universität Gießen als Student der Philosophie immatrikulierte. 1848/49 studierte er dann an der Universität Bonn Bergwissenschaften.
1850 und 1851 war er im „Rheinischen Mineralien-Comptoir“ in Bonn als Wissenschaftlicher Gehilfe tätig. In diese Zeit fällt Rolles erste wissenschaftliche Veröffentlichung zum Thema „Der Taunus in der näheren Umgebung von Bad Homburg“. Im Dezember 1851 nahm er seine Studien an der Universität Tübingen wieder auf und promovierte dort im August 1852 mit einem „Versuch einer Vergleichung des norddeutschen Lias mit dem schwäbischen“. 1853 bis 1857 war Rolle dann Aufnahmegeologe des geognostisch-montanistischen Vereins der Steiermark und veröffentlichte zur Geologie der Steiermark. Es folgte 1857 bis 1859 die Wahrnehmung einer Assistenzstelle am Hofmineralienkabinett in Wien, 1859 bis 1862 war er dort dann „Zweiter Custos-Adjunct“. Er veröffentlichte in dieser Zeit zu geologischen und paläontologischen Themen; eine Bewerbung um eine Professur an der Universität Göttingen 1860 blieb aber erfolglos. 1862 kehrte er nach Homburg zurück und betätigte sich im Auftrag der geologischen Landesanstalt als praktischer Geologe, ständiger Berater der Kommission zur Instandhaltung der Mineralquellen, geologischer Gutachter für die Regierung der Landgrafschaft Hessen und mit dem Fossilienhandel. 1863 veröffentlichte er „Charles Darwins Lehre von der Entstehung der Arten im Pflanzen- und Thierreich“. Er korrespondierte 1862–1868 auch mit Darwin, 1868 bis 1882 auch mit Ernst Haeckel. Bemühungen um eine außerordentliche Professur in Gießen blieben 1864 ebenfalls erfolglos. 1866 veröffentlichte er dann „Der Mensch, seine Abstammung und Gesittung im Lichte der Darwin'schen Lehre ...“. 1867 und 1868 veröffentlichte er zwei Hefte der „Hertha, Zeitschrift für Naturwissenschaft und Völkerkunde“. Nachdem der von Preußen aufrechterhaltene Vertrag mit der landgräflichen Regierung ausgelaufen war, war er 1872–1874 für die preußische Regierung im Saar-Nahe-Gebiet als Geologe tätig. Im Januar 1875 wurde seine Aufnahme in der Preußischen Geologischen Landesanstalt abgelehnt. 1876 kam es zu einer Probevorlesung Friedrich Rolles an der Universität Zürich. Zwischen 1881 und 1886 verfasste er paläontologische Beiträge für Kenngotts und Lasaulx „Handwörterbuch der Mineralogie, Geologie und Paläontologie“.
Am Ende seines Lebens zog er sich immer mehr zurück und beging am 11. Februar 1887 Selbstmord.
Rolle war ein früher Vertreter des Darwinismus in Deutschland. Er sah in Darwins Werk „einen entscheidenden Wendepunkt in dem langjährigen Streit über die Entwicklung oder Erschaffung der Lebensformen“. Diese Lehre habe die „Aufklärung längst vorher schon eröffneter Fragen mächtig gefördert“. Die Erklärung der Entstehung der Arten schloss für Rolle einen göttlich bewirkten Weltanfang nicht aus: „Die letzte unserer naturwissenschaftlichen Forschung unzugänglich bleibende Grundursache kann gleichwohl die Gottheit sein und bleiben.“
Rolle war auch ein früher Vertreter des Sozialdarwinismus.
Friedrich Rolle ist auf dem Evangelischen Friedhof Bad Homburg vor der Höhe begraben.

## Werke
- Chs. Darwin’s Lehre von der Entstehung der Arten im Pflanzen- und Thierreich in ihrer Anwendung auf die Schöpfungsgeschichte dargestellt und erläutert. Joh. Christ. Hermann’sche Verlagsbuchhandlung, Frankfurt am Main 1863. doi:10.5962/bhl.title.14253
- Der Mensch, seine Abstammung und Gesittung im Lichte der Darwin’schen Lehre von der Art-Entstehung und auf Grundlage der neuern geologischen Entdeckungen dargestellt. Hermann, Frankfurt am Main 1866. doi:10.5962/bhl.title.15236
- Naturgeschichte des Tier-, Pflanzen- und Mineralreichs. Dritte Abteilung. Naturgeschichte des Mineralreichs. Zweiter Teil. Geologie und Paläontologie. Verlag von J.F. Schreiber, Esslingen bei Stuttgart. doi:10.5962/bhl.title.60799